# دوروجاسو (تاش‌اوا)
دوروجاسو (به لاتین: Durucasu) یک منطقهٔ مسکونی در ترکیه است که در تاشوا واقع شده‌است.